# Эльдар, Акива
Акива Эльдар (ивр. עקיבא אלדר‎, род. 27 ноября 1945) — израильский писатель

 и журналист, колумнист новостного сайта Al-Monitor, бывший ведущий обозреватель и автор редакционных статей газеты Хаарец, которую ряд источников относит к левой части спектра в израильской журналистике.
Его «колонки» также регулярно выходят в международном издании International Herald Tribune, а также в ежедневной японской Mainichi Shimbun. Он читал лекции в Школе журналистики в Тель-Авивский университете, а также является консультантом CBS News.

## Профессиональная деятельность
Эльдар закончил Еврейский университет в Иерусалиме, где специализировался в области экономики, политологии и психологии. После этого он работал в качестве пресс-секретаря бывшего мэра Иерусалима Тедди Коллека. Затем он работал репортером и редактором на радио Коль Исраэль. С 1978 Эльдар — в газете «Гаарец», в 1983—1993 он был дипломатическим корреспондентом этой газеты. В 1993—1996 он занимал пост начальника бюро «Гаарец» в США и в Вашингтоне, округ Колумбия и корреспондента, пишущего на темы «мирного процесса», израильско-американских отношений, американских проблем и отношений Израиля с диаспорой. Он был специальным консультантом документальных телевизионных фильмов А. Эбана в PBS по истории Израиля и соглашений в Осло.
В октябре 2007 Эльдар получил ежегодную награду «Eliav-Sartawi» в области ближневосточной журналистики, учрежденной организацией ждународная «Search for Common Ground» (англ.), разделив её с иорданским журналистом Салама Nematt.

## Критика
Нахум Барнеа, лауреат премии Израиля, сформулировал «Тест на линч» для израильских журналистов по их отношению «линчу в Рамалле» (2001). Согласно Барнеа, Эльдар не критикует арабский терроризм, и тем самым, не удовлетворяет требованиям этого теста.
Эльдар ответил в своей статье, что он «признает предъявленное ему обвинение». Он пишет, что он
- « … (не только) журналист, исполняющий свою работу, но и с немалыми количеством страсти. Любой израильтянин имеющий совесть, особенно наблюдающий за реальным положением дел вблизи и ежедневно, не может писать об оккупации с нейтральной точки зрения беспристрастного наблюдателя»[5].

В ответ, обозреватель The Jerusalem Post Калев Бен-Давид написал, что если Эльдар не сочувствует израильтянам, он также мало «содействует делу палестинского народа»….
В 2003 году Дэвид Бейдин (Бэдин) подверг критике А. Эльдара за приём приглашения дочерней организации Шалом Ахшав в США с обещанием финансирования организацией Foundation for Middle East peace его книги-расследования о поселениях, назвав получение денег от лобби, поддерживаемого иностранным правительством явным нарушением журналистской этики.

## Книги
- соавтор биографии Шимона Переса
- соавтор (вместе с профессором Идит Zertal) Lords of the Land: The War Over Israel’s Settlements in the Occupied Territories, 1967—2007 (Nation Books (англ.), 2007) ISBN 1-56858-370-2.